# Aeroporto de Corrente
O Aeroporto de Corrente (IATA: ***, ICAO: SNKR) é um aeroporto localizado no município de Corrente, no Piauí. Situado a 648 quilômetros da capital Teresina.
Possui uma pista de 1000m de cascalho e é um dos sete aeroportos do Piauí incluídos no Plano de Desenvolvimento da Aviação Regional (PDAR), criado em 2012 pelo Governo Federal. Em 2015, 150 milhões de reais seriam destinados à reforma dos aeroportos piauienses.